# Pierre de Bellefeuille
Pour les articles homonymes, voir Bellefeuille.
Pierre de Bellefeuille (12 mai 1923 à Ottawa - 30 septembre 2015), est un homme politique, un essayiste et un journaliste québécois.

## Biographie
Élu député du Parti québécois dans la circonscription de Deux-Montagnes en 1976 et 1981, il avait auparavant organisé l'Exposition universelle de 1967, travaillé à l'Office national du film et collaboré à plusieurs journaux. À Radio-Canada, il avait animé la Part du lion. Il a dirigé le magazine Maclean, ancêtre direct du magazine populaire L’Actualité.  Ancien président du conseil de la culture des Laurentides, de l'Institut canadien des affaires publiques et du Syndicat des journalistes d'Ottawa, il réside ensuite à Outremont, puis à Saint-Eustache.
Le 20 novembre 1984, il quitte le caucus du Parti québécois à l'Assemblée nationale pour siéger comme député du Parti indépendantiste. Il est toutefois défait sous cette bannière lors de l'élection de 1985. Il obtient 2 274 voix ce qui le place troisième, loin derrière la libéral Yolande D. Legault qui remporte la victoire avec 15 892 voix.
En 1997, il fonde Le Couac en compagnie de Jean-François Nadeau, un journal satirique qui s’inspire du Canard fondé par Hector Berthelot en 1877 et, surtout, de La Lanterne d’Arthur Buies. Plusieurs écrivains et essayistes importants collaborent à ce journal au cours de ces premières années, dont Louis Hamelin, Victor-Lévy Beaulieu, Pierre Vadeboncœur, Gilles Archambault, Francis Dupuis-Déri, Normand Baillargeon, Pierre Falardeau, Jean Bricmont. Quelques textes inédits de Jacques Ferron y sont aussi publiés.

## Prix et distinctions
- 1967 -  Officier de l'Ordre du Canada[4]
- 1994 - 2e prix au Concours de nouvelles de Radio-Canada

## Ouvrages
- La bataille du livre au Québec : oui à la culture française, non au colonialisme culturel. Montréal : Leméac, 1972.
- Sauf vot'respect : lettre à René Lévesque. Montréal : Québec/Amérique, 1984  (ISBN 2-8903-7237-5)
- L'ennemi intime : les Québécois contre eux-mêmes. Montréal : L'Hexagone,  1992  (ISBN 2-8900-6440-9)
- Tant que l’indépendance n’est pas faite, elle reste à faire (Gaston Miron). Avec des auteurs du Cercle Gérald-Godin (ou Cercle Godin-Miron), dont Guy Bouthillier. Outremont : Lanctôt, 1998  (ISBN 978-2-8948-5059-6 et 2-8948-5059-X)

## Revues et journaux
- Le Droit
- Maclean's
- L'Actualité
- Le Couac